# Middleton Cheney
Middleton Cheney é a maior vila do condado de Northamptonshire, Inglaterra.
Esta localizada ao sul, entre Banbury e Brackley.